# Heptathlon aux championnats du monde d'athlétisme 2013
Navigation
Daegu 2011 Pékin 2015
Le concours de l'heptathlon des championnats du monde de 2013 s'est déroulé les 12 et 13 août 2013 dans le Stade Loujniki, le stade olympique de Moscou. Il est remporté par l'Ukrainienne Hanna Melnychenko.

## Records et performances

### Records
Les records de l'heptathlon (mondial, des championnats et par continent) étaient avant les championnats 2013 les suivants.
| Record                    | Athlète              | Pays       | Points       | Lieu         | Date               |
| ------------------------- | -------------------- | ---------- | ------------ | ------------ | ------------------ |
| Record du monde           | Jackie Joyner-Kersee | États-Unis | 7 291 points | Séoul        | 24 septembre 1988  |
| Record des championnats   | Jackie Joyner-Kersee | États-Unis | 7 128 points | Rome         | 1er septembre 1987 |
| Record d'Afrique          | Margaret Simpson     | Ghana      | 6 423 points | Götzis       | 29 mai 2005        |
| Record d'Asie             | Ghada Shouaa         | Syrie      | 6 942 points | Götzis       | 26 mai 1996        |
| Record d'Amérique du Nord | Jackie Joyner-Kersee | États-Unis | 7 291 points | Séoul        | 24 septembre 1988  |
| Record d'Amérique du Sud  | Lucimara da Silva    | Brésil     | 6 160 points | Barquisimeto | 10 juin 2012       |
| Record d'Europe           | Carolina Klüft       | Suède      | 7 032 points | Osaka        | 27 août 2007       |
| Record d'Océanie          | Jane Flemming        | Australie  | 6 695 points | Auckland     | 28 janvier 1990    |

### Meilleures performances de l'année 2013
Les dix meilleures athlètes 2013 sont, avant les championnats, les suivantes.
| Rang | Athlète               | Pays       | Points | Lieu       | Date            |
| ---- | --------------------- | ---------- | ------ | ---------- | --------------- |
| 1    | Tatyana Chernova      | Russie     | 6 623  | Kazan      | 8 juillet 2013  |
| 2    | Sharon Day            | États-Unis | 6 550  | Des Moines | 21 juin 2013    |
| 3    | Julia Mächtig         | Allemagne  | 6 430  | Ratingen   | 16 juin 2013    |
| 4    | Hanna Melnychenko     | Ukraine    | 6 416  | Kladno     | 9 juin 2013     |
| 5    | Brianne Theisen-Eaton | Canada     | 6 376  | Götzis     | 26 mai 2013     |
| 6    | Karolina Tyminska     | Pologne    | 6 360  | Kladno     | 9 juin 2013     |
| 7    | Nadine Broersen       | Pays-Bas   | 6 345  | Götzis     | 26 mai 2013     |
| 8    | Laura Ikauniece       | Lettonie   | 6 321  | Kazan      | 8 juillet 2013  |
| 9    | Claudia Rath          | Allemagne  | 6 317  | Ratingen   | 16 juin 2013    |
| 10   | Nafissatou Thiam      | Belgique   | 6 298  | Rieti      | 19 juillet 2013 |

## Engagées
Pour se qualifier, il faut avoir réalisé au moins 6 100 points (minimum A) ou 5 950 points (minimum B) entre le 1er janvier 2012 et le 29 juillet 2013.
Les deux favorites, la championne olympique Jessica Ennis et la championne du monde Tatyana Chernova, sont absentes sur blessure. Les allemandes Jennifer Oeser et Lilli Schwarzkopf sont en récupération de blessure.
33 athlètes sont engagées, dont 3 Allemandes et 3 Américaines.

## Médaillés
| Or                | Argent                | Bronze          |
| Hanna Melnychenko | Brianne Theisen-Eaton | Dafne Schippers |

## Résultats

### Résultats finaux
| Rang               | Athlète                   | Nationalité  | Points | Notes |
| ------------------ | ------------------------- | ------------ | ------ | ----- |
| Médaille d'or      | Hanna Melnychenko         | Ukraine      | 6586   | PB    |
| Médaille d'argent  | Brianne Theisen-Eaton     | Canada       | 6530   | PB    |
| Médaille de bronze | Dafne Schippers           | Pays-Bas     | 6477   | NR    |
| 4                  | Claudia Rath              | Allemagne    | 6462   | PB    |
| 5                  | Katarina Johnson-Thompson | Royaume-Uni  | 6449   | PB    |
| 6                  | Sharon Day                | États-Unis   | 6407   |       |
| 7                  | Eliška Klučinová          | Tchéquie     | 6332   | NR    |
| 8                  | Antoinette Nana Djimou    | France       | 6326   | SB    |
| 9                  | Karolina Tymińska         | Pologne      | 6270   |       |
| 10                 | Nadine Broersen           | Pays-Bas     | 6224   |       |
| 11                 | Laura Ikauniece           | Lettonie     | 6159   |       |
| 12                 | Yorgelis Rodriguez        | Cuba         | 6148   |       |
| 13                 | Ellen Sprunger            | Suisse       | 6081   | SB    |
| 14                 | Nafissatou Thiam          | Belgique     | 6070   |       |
| 15                 | Györgyi Farkas            | Hongrie      | 6067   |       |
| 16                 | Linda Züblin              | Suisse       | 6057   | PB    |
| 17                 | Julia Mächtig             | Allemagne    | 6021   |       |
| 18                 | Ida Marcussen             | Norvège      | 5996   |       |
| 19                 | Yassmina Omrani           | Algérie      | 5983   | PB    |
| 20                 | Yana Maksimava            | Biélorussie  | 5982   |       |
| 21                 | Mari Klaup                | Estonie      | 5924   |       |
| 22                 | Katsiaryna Netsviatayeva  | Biélorussie  | 5902   |       |
| 23                 | Sofia Yfantidou           | Grèce        | 5894   | SB    |
| 24                 | Erica Bougard             | États-Unis   | 5829   |       |
| 25                 | Sofia Linde               | Suède        | 5822   |       |
| 26                 | Aleksandra Butwina        | Russie       | 5809   |       |
| 27                 | Bettie Wade               | États-Unis   | 5768   |       |
| 28                 | Makeba Alcide             | Sainte-Lucie | 5751   |       |
| 29                 | Wassana Winatho           | Thaïlande    | 5671   |       |
|                    | Kira Biesenbach           | Allemagne    | DNF    |       |
|                    | Kristina Savitskaya       | Russie       | DNF    |       |
|                    | Grit Šadeiko              | Estonie      | DNF    |       |
|                    | Irina Karpova             | Kazakhstan   | DNF    |       |

### Résultats par discipline
| 100 m haies | 100 m haies | 100 m haies               | 100 m haies  | 100 m haies | 100 m haies | 100 m haies |
| Rang        | Séries      | Athlète                   | Nationalité  | Temps       | Points      | Notes       |
| ----------- | ----------- | ------------------------- | ------------ | ----------- | ----------- | ----------- |
| 1           | 4           | Brianne Theisen-Eaton     | Canada       | 13 s 17     | 1099        |             |
| 2           | 4           | Ganna Melnichenko         | Ukraine      | 13 s 29     | 1081        |             |
| 3           | 4           | Dafne Schippers           | Pays-Bas     | 13 s 30     | 1080        | SB          |
| 4           | 4           | Antoinette Nana Djimou    | France       | 13 s 36     | 1071        | SB          |
| 5           | 3           | Grit Šadeiko              | Estonie      | 13 s 40     | 1065        | SB          |
| 6           | 4           | Karolina Tymińska         | Pologne      | 13 s 48     | 1053        |             |
| 7           | 4           | Katarina Johnson-Thompson | Royaume-Uni  | 13 s 49     | 1052        |             |
| 8           | 2           | Linda Züblin              | Suisse       | 13 s 41     | 1049        | PB          |
| 8           | 3           | Sharon Day                | États-Unis   | 13 s 41     | 1049        | PB          |
| 10          | 4           | Claudia Rath              | Allemagne    | 13 s 55     | 1043        |             |
| 11          | 2           | Yassmina Omrani           | Algérie      | 13 s 57     | 1040        | PB          |
| 12          | 3           | Ellen Sprunger            | Suisse       | 13 s 68     | 1024        |             |
| 13          | 4           | Erica Bougard             | États-Unis   | 13 s 69     | 1023        |             |
| 14          | 3           | Makeba Alcide             | Sainte-Lucie | 13 s 73     | 1017        |             |
| 15          | 2           | Kristina Savitskaya       | Russie       | 13 s 82     | 1004        | SB          |
| 16          | 2           | Bettie Wade               | États-Unis   | 13 s 84     | 1001        |             |
| 17          | 2           | Katsiaryna Netsviatayeva  | Biélorussie  | 13 s 87     | 997         |             |
| 18          | 1           | Wassana Winatho           | Thaïlande    | 13 s 88     | 995         | SB          |
| 18          | 3           | Kira Biesenbach           | Allemagne    | 13 s 88     | 995         |             |
| 18          | 3           | Yorgelis Rodriguez        | Cuba         | 13 s 88     | 995         |             |
| 21          | 4           | Laura Ikauniece           | Lettonie     | 13 s 89     | 994         |             |
| 22          | 2           | Sofia Yfantidou           | Grèce        | 13 s 93     | 988         |             |
| 23          | 1           | Eliška Klučinová          | Tchéquie     | 13 s 97     | 983         | PB          |
| 24          | 1           | Mari Klaup                | Estonie      | 13 s 99     | 980         | PB          |
| 25          | 3           | Sofia Linde               | Suède        | 14 s 02     | 976         |             |
| 26          | 1           | Györgyi Farkas            | Hongrie      | 14 s 09     | 966         |             |
| 27          | 2           | Yana Maksimava            | Biélorussie  | 14 s 11     | 963         |             |
| 28          | 2           | Nafissatou Thiam          | Belgique     | 14 s 13     | 960         |             |
| 29          | 1           | Ida Marcussen             | Norvège      | 14 s 27     | 941         |             |
| 30          | 1           | Julia Mächtig             | Allemagne    | 14 s 38     | 925         |             |
| 31          | 1           | Aleksandra Butvina        | Russie       | 14 s 52     | 906         |             |
| 32          | 1           | Irina Karpova             | Kazakhstan   | 14 s 54     | 903         |             |
| 33          | 3           | Nadine Broersen           | Pays-Bas     | 14 s 84     | 863         |             |

| Saut en hauteur | Saut en hauteur | Saut en hauteur           | Saut en hauteur | Saut en hauteur | Saut en hauteur | Saut en hauteur |
| Rang            | Groupe          | Athlète                   | Nationalité     | Résultats       | Points          | Notes           |
| --------------- | --------------- | ------------------------- | --------------- | --------------- | --------------- | --------------- |
| 1               | A               | Nafissatou Thiam          | Belgique        | 1,92 m          | 1132            | PB              |
| 2               | A               | Nadine Broersen           | Pays-Bas        | 1,89 m          | 1093            |                 |
| 3               | A               | Yorgelis Rodriguez        | Cuba            | 1,86 m          | 1054            | PB              |
| 3               | A               | Eliška Klučinová          | Tchéquie        | 1,86 m          | 1054            | PB              |
| 5               | A               | Ganna Melnichenko         | Ukraine         | 1,86 m          | 1054            | PB              |
| 6               | A               | Brianne Theisen-Eaton     | Canada          | 1,83 m          | 1016            |                 |
| 7               | A               | Katarina Johnson-Thompson | Royaume-Uni     | 1,83 m          | 1016            |                 |
| 8               | A               | Sharon Day                | États-Unis      | 1,83 m          | 1016            |                 |
| 9               | B               | Claudia Rath              | Allemagne       | 1,83 m          | 1016            | PB              |
| 10              | A               | Bettie Wade               | États-Unis      | 1,80 m          | 978             |                 |
| 11              | A               | Erica Bougard             | États-Unis      | 1,80 m          | 978             |                 |
| 12              | A               | Makeba Alcide             | Sainte-Lucie    | 1,80 m          | 978             |                 |
| 13              | A               | Györgyi Farkas            | Hongrie         | 1,80 m          | 978             |                 |
| 13              | B               | Laura Ikauniece           | Lettonie        | 1,80 m          | 978             | SB              |
| 15              | B               | Yassmina Omrani           | Algérie         | 1,77 m          | 941             | SB              |
| 16              | B               | Kristina Savitskaya       | Russie          | 1,77 m          | 941             | SB              |
| 17              | B               | Grit Šadeiko              | Estonie         | 1,77 m          | 941             |                 |
| 18              | B               | Dafne Schippers           | Pays-Bas        | 1,77 m          | 941             | SB              |
| 19              | B               | Antoinette Nana Djimou    | France          | 1,77 m          | 941             | SB              |
| 20              | A               | Yana Maksimava            | Biélorussie     | 1,74 m          | 903             |                 |
| 21              | A               | Mari Klaup                | Estonie         | 1,74 m          | 903             |                 |
| 22              | A               | Sofia Linde               | Suède           | 1,74 m          | 903             |                 |
| 22              | A               | Aleksandra Butvina        | Russie          | 1,74 m          | 903             |                 |
| 24              | B               | Katsiaryna Netsviatayeva  | Biélorussie     | 1,74 m          | 903             | SB              |
| 25              | B               | Kira Biesenbach           | Allemagne       | 1,71 m          | 867             |                 |
| 25              | B               | Julia Mächtig             | Allemagne       | 1,71 m          | 867             |                 |
| 27              | B               | Ida Marcussen             | Norvège         | 1,71 m          | 867             | SB              |
| 28              | A               | Wassana Winatho           | Thaïlande       | 1,68 m          | 830             |                 |
| 29              | B               | Ellen Sprunger            | Suisse          | 1,68 m          | 830             |                 |
| 29              | B               | Karolina Tymińska         | Pologne         | 1,68 m          | 830             |                 |
| 31              | B               | Linda Züblin              | Suisse          | 1,65 m          | 795             | SB              |
| 31              | B               | Sofia Yfantidou           | Grèce           | 1,65 m          | 795             |                 |
| 33              | B               | Irina Karpova             | Kazakhstan      | 1,65 m          | 795             |                 |

| Lancer du poids | Lancer du poids | Lancer du poids           | Lancer du poids | Lancer du poids | Lancer du poids | Lancer du poids |
| Rang            | Groupe          | Athlète                   | Nationalité     | Résultats       | Points          | Notes           |
| --------------- | --------------- | ------------------------- | --------------- | --------------- | --------------- | --------------- |
| 1               | A               | Julia Mächtig             | Allemagne       | 15,48 m         | 893             |                 |
| 2               | A               | Antoinette Nana Djimou    | France          | 14,54 m         | 830             |                 |
| 3               | A               | Sharon Day                | États-Unis      | 14,35 m         | 817             |                 |
| 4               | A               | Yana Maksimava            | Biélorussie     | 14,27 m         | 812             |                 |
| 5               | A               | Eliška Klučinová          | Tchéquie        | 14,19 m         | 807             | SB              |
| 6               | A               | Katsiaryna Netsviatayeva  | Biélorussie     | 14,17 m         | 805             |                 |
| 7               | A               | Aleksandra Butvina        | Russie          | 14,16 m         | 805             |                 |
| 8               | A               | Ganna Melnichenko         | Ukraine         | 13,85 m         | 784             |                 |
| 9               | A               | Sofia Linde               | Suède           | 13,80 m         | 781             |                 |
| 10              | A               | Kristina Savitskaya       | Russie          | 13,75 m         | 777             |                 |
| 11              | A               | Karolina Tymińska         | Pologne         | 13,74 m         | 777             |                 |
| 12              | A               | Nafissatou Thiam          | Belgique        | 13,71 m         | 775             |                 |
| 13              | A               | Nadine Broersen           | Pays-Bas        | 13,46 m         | 758             |                 |
| 14              | A               | Yassmina Omrani           | Algérie         | 13,32 m         | 749             |                 |
| 15              | A               | Györgyi Farkas            | Hongrie         | 13,13 m         | 736             |                 |
| 16              | B               | Brianne Theisen-Eaton     | Canada          | 13,07 m         | 732             |                 |
| 17              | B               | Kira Biesenbach           | Allemagne       | 12,91 m         | 721             |                 |
| 18              | A               | Dafne Schippers           | Pays-Bas        | 12,91 m         | 721             |                 |
| 19              | B               | Sofia Yfantidou           | Grèce           | 12,89 m         | 720             |                 |
| 20              | B               | Claudia Rath              | Allemagne       | 12,88 m         | 719             |                 |
| 21              | B               | Ellen Sprunger            | Suisse          | 12,86 m         | 718             |                 |
| 22              | B               | Mari Klaup                | Estonie         | 12,85 m         | 717             | PB              |
| 23              | B               | Yorgelis Rodriguez        | Cuba            | 12,83 m         | 716             |                 |
| 24              | A               | Bettie Wade               | États-Unis      | 12,79 m         | 713             |                 |
| 25              | B               | Linda Züblin              | Suisse          | 12,51 m         | 695             |                 |
| 26              | B               | Laura Ikauniece           | Lettonie        | 12,36 m         | 685             |                 |
| 27              | B               | Ida Marcussen             | Norvège         | 12,31 m         | 682             |                 |
| 28              | B               | Irina Karpova             | Kazakhstan      | 11,92 m         | 656             | SB              |
| 29              | B               | Wassana Winatho           | Thaïlande       | 11,86 m         | 652             |                 |
| 30              | B               | Makeba Alcide             | Sainte-Lucie    | 11,82 m         | 649             |                 |
| 31              | B               | Katarina Johnson-Thompson | Royaume-Uni     | 11,52 m         | 629             |                 |
| 32              | B               | Grit Šadeiko              | Estonie         | 11,49 m         | 627             |                 |
| 33              | B               | Erica Bougard             | États-Unis      | 11,27 m         | 613             | PB              |

| 200 mètres | 200 mètres | 200 mètres                | 200 mètres   | 200 mètres | 200 mètres | 200 mètres |
| Rang       | Groupe     | Athlète                   | Nationalité  | Résultats  | Points     | Notes      |
| ---------- | ---------- | ------------------------- | ------------ | ---------- | ---------- | ---------- |
| 1          | 5          | Dafne Schippers           | Pays-Bas     | 22 s 84    | 1095       | SB         |
| 2          | 5          | Katarina Johnson-Thompson | Royaume-Uni  | 23 s 37    | 1042       | PB         |
| 3          | 5          | Ellen Sprunger            | Suisse       | 23 s 39    | 1040       | PB         |
| 4          | 5          | Ganna Melnichenko         | Ukraine      | 23 s 87    | 993        |            |
| 5          | 5          | Karolina Tymińska         | Pologne      | 24 s 13    | 968        |            |
| 6          | 4          | Brianne Theisen-Eaton     | Canada       | 24 s 18    | 963        |            |
| 7          | 4          | Claudia Rath              | Allemagne    | 24 s 27    | 955        |            |
| 8          | 4          | Sharon Day                | États-Unis   | 24 s 28    | 954        |            |
| 9          | 4          | Grit Šadeiko              | Estonie      | 24 s 46    | 937        |            |
| 10         | 5          | Erica Bougard             | États-Unis   | 24 s 59    | 925        |            |
| 11         | 4          | Laura Ikauniece           | Lettonie     | 24 s 73    | 912        |            |
| 12         | 2          | Yassmina Omrani           | Algérie      | 24 s 75    | 910        | SB         |
| 13         | 4          | Yorgelis Rodriguez        | Cuba         | 24 s 77    | 908        |            |
| 14         | 3          | Bettie Wade               | États-Unis   | 24 s 87    | 899        |            |
| 15         | 3          | Eliška Klučinová          | Tchéquie     | 24 s 91    | 895        |            |
| 16         | 2          | Wassana Winatho           | Thaïlande    | 24 s 94    | 892        | SB         |
| 17         | 3          | Antoinette Nana Djimou    | France       | 24 s 95    | 891        |            |
| 18         | 4          | Makeba Alcide             | Sainte-Lucie | 24 s 96    | 890        |            |
| 19         | 2          | Linda Züblin              | Suisse       | 25 s 01    | 886        | SB         |
| 19         | 2          | Nadine Broersen           | Pays-Bas     | 25 s 01    | 886        | PB         |
| 21         | 3          | Katsiaryna Netsviatayeva  | Biélorussie  | 25 s 09    | 879        |            |
| 22         | 2          | Kristina Savitskaya       | Russie       | 25 s 43    | 848        |            |
| 23         | 3          | Julia Mächtig             | Allemagne    | 25 s 45    | 846        |            |
| 24         | 1          | Mari Klaup                | Estonie      | 25 s 54    | 838        | PB         |
| 25         | 1          | Ida Marcussen             | Norvège      | 25 s 59    | 833        |            |
| 26         | 3          | Nafissatou Thiam          | Belgique     | 25 s 61    | 832        |            |
| 27         | 2          | Sofia Linde               | Suède        | 25 s 64    | 829        |            |
| 28         | 1          | Györgyi Farkas            | Hongrie      | 25 s 66    | 827        |            |
| 29         | 3          | Aleksandra Butvina        | Russie       | 25 s 68    | 825        |            |
| 30         | 1          | Yana Maksimava            | Biélorussie  | 25 s 77    | 817        |            |
| 31         | 1          | Sofia Yfantidou           | Grèce        | 25 s 94    | 802        | SB         |
| 32         | 1          | Irina Karpova             | Kazakhstan   | 26 s 50    | 754        |            |
|            | 5          | Kira Biesenbach           | Allemagne    | DNS        | 0          |            |

| Saut en longueur | Saut en longueur | Saut en longueur          | Saut en longueur | Saut en longueur | Saut en longueur | Saut en longueur |
| Rang             | Séries           | Athlète                   | Nationalité      | Résultats        | Points           | Notes            |
| ---------------- | ---------------- | ------------------------- | ---------------- | ---------------- | ---------------- | ---------------- |
| 1                | A                | Claudia Rath              | Allemagne        | 6,67 m           | 1062             | PB               |
| 2                | A                | Katarina Johnson-Thompson | Royaume-Uni      | 6,56 m           | 1027             | PB               |
| 3                | A                | Hanna Melnychenko         | Ukraine          | 6,49 m           | 1004             | SB               |
| 4                | A                | Brianne Theisen-Eaton     | Canada           | 6,37 m           | 965              | PB               |
| 5                | A                | Dafne Schippers           | Pays-Bas         | 6,35 m           | 959              |                  |
| 6                | A                | Karolina Tymińska         | Pologne          | 6,32 m           | 949              |                  |
| 7                | A                | Linda Züblin              | Suisse           | 6,23 m           | 921              | SB               |
| 8                | B                | Ellen Sprunger            | Suisse           | 6,16 m           | 899              | PB               |
| 9                | A                | Györgyi Farkas            | Hongrie          | 6,16 m           | 899              |                  |
| 10               | A                | Nadine Broersen           | Pays-Bas         | 6,13 m           | 890              |                  |
| 11               | A                | Eliška Klučinová          | Tchéquie         | 6,12 m           | 887              |                  |
| 12               | B                | Kristina Savitskaya       | Russie           | 6,11 m           | 883              |                  |
| 13               | A                | Nafissatou Thiam          | Belgique         | 6,11 m           | 883              |                  |
| 14               | A                | Grit Šadeiko              | Estonie          | 6,11 m           | 883              |                  |
| 15               | B                | Ida Marcussen             | Norvège          | 6,08 m           | 874              |                  |
| 16               | A                | Julia Mächtig             | Allemagne        | 6,07 m           | 871              |                  |
| 17               | A                | Erica Bougard             | États-Unis       | 6,01 m           | 853              |                  |
| 18               | B                | Yorgelis Rodríguez        | Cuba             | 6,00 m           | 850              | SB               |
| 19               | A                | Antoinette Nana Djimou    | France           | 5,97 m           | 840              |                  |
| 20               | A                | Laura Ikauniece           | Lettonie         | 5,96 m           | 837              |                  |
| 21               | B                | Sofía Yfantídou           | Grèce            | 5,85 m           | 804              |                  |
| 22               | B                | Yassmina Omrani           | Algérie          | 5,82 m           | 795              |                  |
| 23               | B                | Aleksandra Butvina        | Russie           | 5,81 m           | 792              |                  |
| 24               | B                | Sofia Linde               | Suède            | 5,80 m           | 789              |                  |
| 25               | B                | Sharon Day                | États-Unis       | 5,79 m           | 786              |                  |
| 26               | B                | Mari Klaup                | Estonie          | 5,77 m           | 780              |                  |
| 27               | B                | Yana Maksimava            | Biélorussie      | 5,77 m           | 780              |                  |
| 28               | B                | Wassana Winatho           | Thaïlande        | 5,76 m           | 777              |                  |
| 29               | B                | Katsiaryna Netsviatayeva  | Biélorussie      | 5,67 m           | 750              |                  |
| 30               | B                | Makeba Alcide             | Sainte-Lucie     | 5,62 m           | 735              |                  |
| 31               | B                | Bettie Wade               | États-Unis       | 5,61 m           | 732              |                  |
| 32               | B                | Irina Karpova             | Kazakhstan       | 5,54 m           | 712              | SB               |

| Lancer du javelot | Lancer du javelot | Lancer du javelot         | Lancer du javelot | Lancer du javelot | Lancer du javelot | Lancer du javelot |
| Rang              | Séries            | Athlète                   | Nationalité       | Résultats         | Points            | Notes             |
| ----------------- | ----------------- | ------------------------- | ----------------- | ----------------- | ----------------- | ----------------- |
| 1                 | A                 | Sofía Yfantídou           | Grèce             | 53,66 m           | 931               |                   |
| 2                 | A                 | Antoinette Nana Djimou    | France            | 52,47 m           | 908               |                   |
| 3                 | A                 | Laura Ikauniece           | Lettonie          | 50,75 m           | 875               | SB                |
| 4                 | A                 | Mari Klaup                | Estonie           | 50,15 m           | 863               | PB                |
| 5                 | A                 | Linda Züblin              | Suisse            | 49,64 m           | 853               | SB                |
| 6                 | A                 | Ida Marcussen             | Norvège           | 49,26 m           | 846               |                   |
| 7                 | A                 | Nadine Broersen           | Pays-Bas          | 47,48 m           | 811               |                   |
| 8                 | A                 | Sharon Day                | États-Unis        | 47,17 m           | 805               |                   |
| 9                 | A                 | Eliška Klučinová          | Tchéquie          | 45,76 m           | 778               |                   |
| 10                | A                 | Brianne Theisen-Eaton     | Canada            | 45,64 m           | 776               | SB                |
| 11                | A                 | Györgyi Farkas            | Hongrie           | 45,43 m           | 772               |                   |
| 12                | A                 | Yana Maksimava            | Biélorussie       | 45,41 m           | 771               | PB                |
| 13                | A                 | Julia Mächtig             | Allemagne         | 44,74 m           | 758               |                   |
| 14                | A                 | Yorgelis Rodríguez        | Cuba              | 44,66 m           | 757               |                   |
| 15                | A                 | Nafissatou Thiam          | Belgique          | 43,64 m           | 737               |                   |
| 16                | B                 | Hanna Melnychenko         | Ukraine           | 41,87 m           | 703               | SB                |
| 17                | B                 | Wassana Winatho           | Thaïlande         | 41,74 m           | 701               | PB                |
| 18                | B                 | Dafne Schippers           | Pays-Bas          | 41,47 m           | 696               | PB                |
| 19                | B                 | Katarina Johnson-Thompson | Royaume-Uni       | 40,86 m           | 684               | PB                |
| 20                | B                 | Karolina Tymińska         | Pologne           | 40,61 m           | 679               |                   |
| 21                | B                 | Ellen Sprunger            | Suisse            | 40,41 m           | 675               |                   |
| 22                | B                 | Aleksandra Butvina        | Russie            | 40,30 m           | 673               |                   |
| 23                | B                 | Sofia Linde               | Suède             | 40,13 m           | 670               |                   |
| 24                | B                 | Yassmina Omrani           | Algérie           | 39,26 m           | 653               |                   |
| 25                | B                 | Claudia Rath              | Allemagne         | 39,04 m           | 649               |                   |
| 26                | B                 | Katsiaryna Netsviatayeva  | Biélorussie       | 38,60 m           | 640               |                   |
| 27                | B                 | Bettie Wade               | États-Unis        | 38,23 m           | 633               |                   |
| 28                | A                 | Kristina Savitskaya       | Russie            | 38,21 m           | 633               |                   |
| 29                | B                 | Makeba Alcide             | Sainte-Lucie      | 37,09 m           | 612               | PB                |
| 30                | B                 | Erica Bougard             | États-Unis        | 32,62 m           | 526               |                   |
|                   | A                 | Grit Šadeiko              | Estonie           | DNS               | 0                 |                   |
|                   | B                 | Irina Karpova             | Kazakhstan        | DNS               | 0                 |                   |

| 800 mètres | 800 mètres | 800 mètres                | 800 mètres   | 800 mètres    | 800 mètres | 800 mètres |
| Rang       | Groupe     | Athlète                   | Nationalité  | Temps         | Points     | Notes      |
| ---------- | ---------- | ------------------------- | ------------ | ------------- | ---------- | ---------- |
| 1          | 3          | Claudia Rath              | Allemagne    | 2 min 06 s 43 | 1018       | PB         |
| 2          | 2          | Karolina Tymińska         | Pologne      | 2 min 06 s 64 | 1014       | SB         |
| 3          | 3          | Katarina Johnson-Thompson | Royaume-Uni  | 2 min 07 s 64 |            | PB         |
| 4          | 3          | Dafne Schippers           | Pays-Bas     | 2 min 08 s 62 | 985        | PB         |
| 5          | 3          | Sharon Day                | États-Unis   | 2 min 08 s 94 | 980        | PB         |
| 6          | 3          | Brianne Theisen-Eaton     | Canada       | 2 min 09 s 03 | 979        | PB         |
| 7          | 3          | Hanna Melnychenko         | Ukraine      | 2 min 09 s 85 | 967        | PB         |
| 8          | 1          | Ida Marcussen             | Norvège      | 2 min 10 s 83 | 953        |            |
| 9          | 2          | Yana Maksimava            | Biélorussie  | 2 min 11 s 96 | 936        | SB         |
| 10         | 3          | Eliška Klučinová          | Tchéquie     | 2 min 12 s 50 | 928        | PB         |
| 11         | 1          | Katsiaryna Netsviatayeva  | Biélorussie  | 2 min 12 s 54 | 928        |            |
| 12         | 3          | Nadine Broersen           | Pays-Bas     | 2 min 12 s 89 | 923        | PB         |
| 13         | 1          | Erica Bougard             | États-Unis   | 2 min 13 s 72 | 911        |            |
| 14         | 1          | Aleksandra Butvina        | Russie       | 2 min 14 s 14 | 905        |            |
| 15         | 2          | Yassmina Omrani           | Algérie      | 2 min 14 s 81 | 895        | SB         |
| 16         | 2          | Ellen Sprunger            | Suisse       | 2 min 14 s 83 | 895        | SB         |
| 17         | 2          | Györgyi Zsivoczky-Farkas  | Hongrie      | 2 min 15 s 28 | 889        | SB         |
| 18         | 2          | Laura Ikauniece           | Lettonie     | 2 min 16 s 05 | 878        |            |
| 19         | 1          | Sofia Linde               | Suède        | 2 min 16 s 34 | 874        | PB         |
| 20         | 1          | Makeba Alcide             | Sainte-Lucie | 2 min 16 s 65 | 870        |            |
| 21         | 2          | Yorgelis Rodríguez        | Cuba         | 2 min 16 s 74 | 868        | PB         |
| 22         | 2          | Julia Mächtig             | Allemagne    | 2 min 17 s 28 | 861        |            |
| 23         | 2          | Linda Züblin              | Suisse       | 2 min 17 s 50 | 858        |            |
| 24         | 1          | Sofía Yfantídou           | Grèce        | 2 min 17 s 74 | 854        | SB         |
| 25         | 3          | Antoinette Nana Djimou    | France       | 2 min 18 s 44 | 845        |            |
| 26         | 2          | Mari Klaup                | Estonie      | 2 min 18 s 57 | 843        | SB         |
| 27         | 1          | Wassana Winatho           | Thaïlande    | 2 min 19 s 97 | 824        |            |
| 28         | 1          | Bettie Wade               | États-Unis   | 2 min 20 s 87 | 812        |            |
| 29         | 3          | Nafissatou Thiam          | Belgique     | 2 min 25 s 43 | 751        |            |

## Légende
Records et Performances
- AR : Record continental (area record)
- CR : Record des championnats (championship record)
- MR : Record du meeting (meet record)
- NR : Record national (national record)
- OR : Record olympique (olympic record)
- PR : Record paralympique (paralympic record)
- PB : Record personnel (personal best)
- SB : Meilleure performance personnelle de la saison (season's best)
- WL : Meilleure performance mondiale de l'année (world leader)
- WJR : Record du monde junior (world junior record)
- WR : Record du monde (world record)

Circonstances et Conditions
- DNF : N'a pas terminé (did not finish)
- DNS : N'a pas pris le départ (did not start)
- DQ : Disqualification (disqualification)
- NM : Aucun essai valable enregistré (No Mark)
- Q : Qualifié « directement » au prochain tour (ou à la prochaine compétition), lors d'une compétition majeure, grâce au classement ou à la réalisation des minima (automatic qualifier)
- q : Qualifié au prochain tour (ou à la prochaine compétition), lors d'une compétition majeure, grâce au repêchage ou à la réalisation de l'une des meilleures performances parmi celles des « non qualifiés directement » (grâce au meilleur temps ou à la meilleure distance par exemple) (secondary qualifier)